# Русский вопрос
«Русский вопрос» — советский художественный фильм 1947 года, снятый на киностудии «Мосфильм» режиссёром Михаилом Роммом по одноимённой пьесе Константина Симонова. Вышел на экраны 8 марта 1948 года.

## Сюжет
Макферсон и Гульд — владельцы десятка реакционных американских газет, систематически ведут клеветническую кампанию против Советского Союза. С целью получения «свежего» материала они посылают журналиста Гарри Смита в Россию. Вернувшись из России, Смит чувствует, что он не в состоянии выполнить приказ владельцев газет. Наперекор всему Смит решает написать правду о русских людях. Макферсон широко рекламирует будущую книгу. Но, прочитав правдивое произведение журналиста, Макферсон приходит в неистовую ярость. Гарри Смит лишается всего: дома, заработка. От него уходит жена. Не имея возможности издать свою книгу, Смит рассказывает о Советской стране на многочисленных собраниях и митингах. Гарри Смит становится выразителем дум прогрессивной части американских граждан, готовых вступить в борьбу против макферсонов, гульдов и их хозяев с Уолл-стрита.

## В ролях
- Всеволод Аксёнов — Гарри Смит
- Елена Кузьмина — Джесси Уэст
- Михаил Астангов — Макферсон
- Михаил Названов — Джек Гульд
- Борис Тенин — Боб Мерфи
- Мария Барабанова — Мэг
- Аркадий Цинман — Билл Престон
- Борис Пославский — Харди
- Геннадий Юдин — Паркер
- Сергей Антимонов — Кесслер
- Михаил Трояновский — Фред Вильямс
- Виктор Драгунский — радиодиктор
- Георгий Георгиу — парикмахер (нет в титрах)
- Валентин Зубков — шофёр (нет в титрах)
- Владимир Кириллин — журналист (нет в титрах)

## Съёмочная группа
- Режиссёр: Михаил Ромм
- Сценарист: Михаил Ромм
- Оператор: Борис Волчек
- Художник: Семён Мандель
- Художники по костюму: Валентин Перелётов, Мариам Быховская, Юрий Волчанецкий.

- Композитор: Арам Хачатурян
  - Рояль-соло: Александр Цфасман
- Директор фильма: Макс Гершенгорин

## Фестивали и награды
- 1948 — Сталинская премия первой степени (режиссёр Михаил Ромм, оператор Борис Волчек, актёры Всеволод Аксёнов, Михаил Астангов, Елена Кузьмина, Михаил Названов и Борис Тенин)
- 1948 — МКФ в Марианских Лазнях (Международная премия мира — Михаил Ромм)
- 1948 — МКФ трудящихся в Злине (ЧССР; Главная премия — Михаил Ромм)
- 1991 — Берлинский кинофестиваль — участие в программе «Retrospective»